# Dům Elefant
Dům Elefant, někdy nazýván též Zlatý elefant, původního názvu Goldener Elephant, stojí v centru lázeňské části Karlových Varů v městské památkové zóně na Staré louce č. 343/30. Současný dům byl postaven ve stylu secese v letech 1913–1914.
Byl prohlášen kulturní památkou, památkově chráněn je od 22. května 1991, rejstř. č. ÚSKP 46198/4-4553.

## Historie

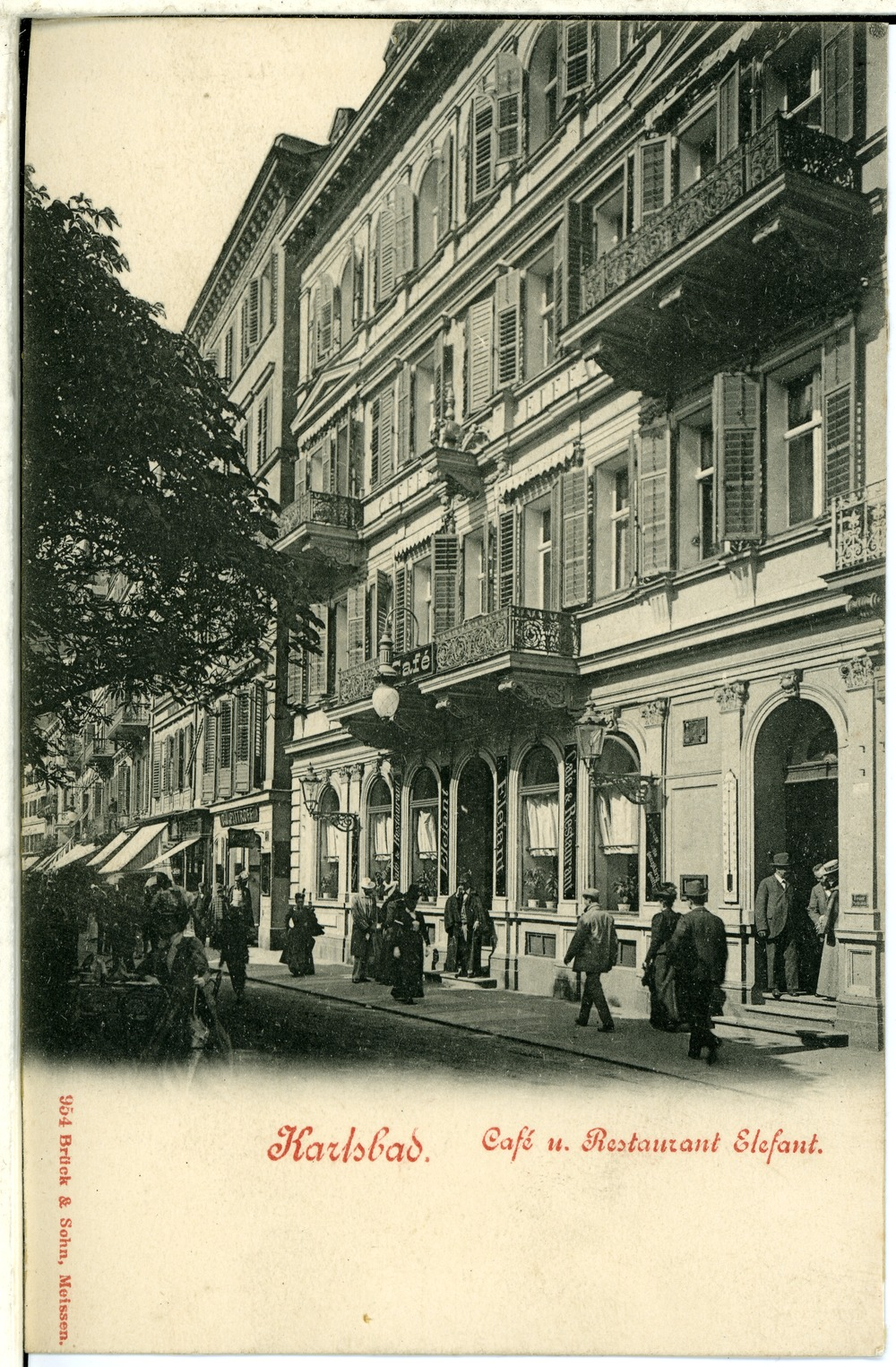
Elefant v roce 1899

V místě dnešního domu Elefant stávaly dva domy: Goldener Elephant (Zlatý slon) a Goldener Phasan (Zlatý bažant). Oba shořely při ničivém požáru 23. května 1759. Hned v následujícím roce byl vybudován z kamene a cihel dům nový a rovněž v témže roce již poskytoval ubytování lázeňským hostům. V domě se pak vystřídala řada majitelů. V roce 1771 patřil Katharině Pittrofové, roku 1791 Antonu Urbanovi a poté po mnoho let byla vlastníkem rodina Stieffových.
Majitel obou domů Friedrich Meissner dal pak v letech 1874–1876 na jejich místě vystavět nový, větší dům a nazval jej Goldener Elefant (Zlatý elefant). Návrh na třípatrový dům ve stylu pozdního klasicismu s prvky italské neorenesance vypracoval architekt Josef Benischek. Na průčelí byly doplněny balkony s litinovým zábradlím a nad prvním patrem v ose domu byla na konzole umístěna plastika zlatého slona. Ta je již po staletí charakteristickým znamením objektu. Od roku 1876 byla pak v přízemí provozována proslulá kavárna a cukrárna Elefant. Dům si dlouho zachovával svoji podobu. Dokonce i po povodni roku 1890, kdy voda řeky Teplé vystoupala až do prvního poschodí, jak kdysi dokládala deska umístěná na zdi budovy.
Majitel Friedrich Meissner zemřel v lednu roku 1900. Dnešní podoba budovy je z let 1913–1914, kdy dům nechali upravit dědicové Karl a Friedrich Meissnerové. Plány pro úpravu vypracoval Heinrich Johann Vieth. Tehdy bylo také přistavěno mansardové patro. V roce 1920 upravil parter kamenným obkladem Ludwig Stainl, vstupní chodba dostala unikátní obklad ze slámových dlaždic. Majitelkou kavárny byla roce 1924 Regina Deutsch a v letech 1930–1939 byl vlastníkem Pensioninstitut banky Union Praha. V roce 1948 byla budova znárodněna, národním správcem byl určen Svatopluk Vrkoč.
Kavárna a cukrárna Elefant patřila k nejpopulárnějším ve městě. Scházeli se zde mladí i senioři, literáti, hudebníci i herci. Mezi známými návštěvníky byli např. František Palacký, František Rieger, Karel Havlíček Borovský, Adolf Maria Pinkas, baron Karel Drahotín Villani, hrabě Friedrich Deym či kníže Kamil Rohan, který v hotelu Elefant při svých častých lázeňských pobytech bydlel. V letech 1840–1884 místo často navštěvoval Heinrich Laube, vídeňský dramatik, žurnalista a prozaik. Děj mnoha jeho povídek se odehrává právě v Elefantu.
Od roku 1952 připadla hotelová část budovy pod lázeňské ředitelství a kavárna s cukrárnou národnímu podniku Restaurace a jídelny. Tehdy zde bylo možné potkat např. Vítězslava Nezvala, Jaroslaav Seiferta, Eduarda Basse, Emila Vachka a později též Adolfa Branalda, Miroslava Ivanova či Vladimíra Párala.
Na jaře roku 2014 byla část kavárny přeměněna na obchod s konfekcí.
V současnosti (červen 2021) je dům evidován jako objekt k bydlení ve vlastnictví společnosti GORIN & GORIN, s. r. o.

## Popis

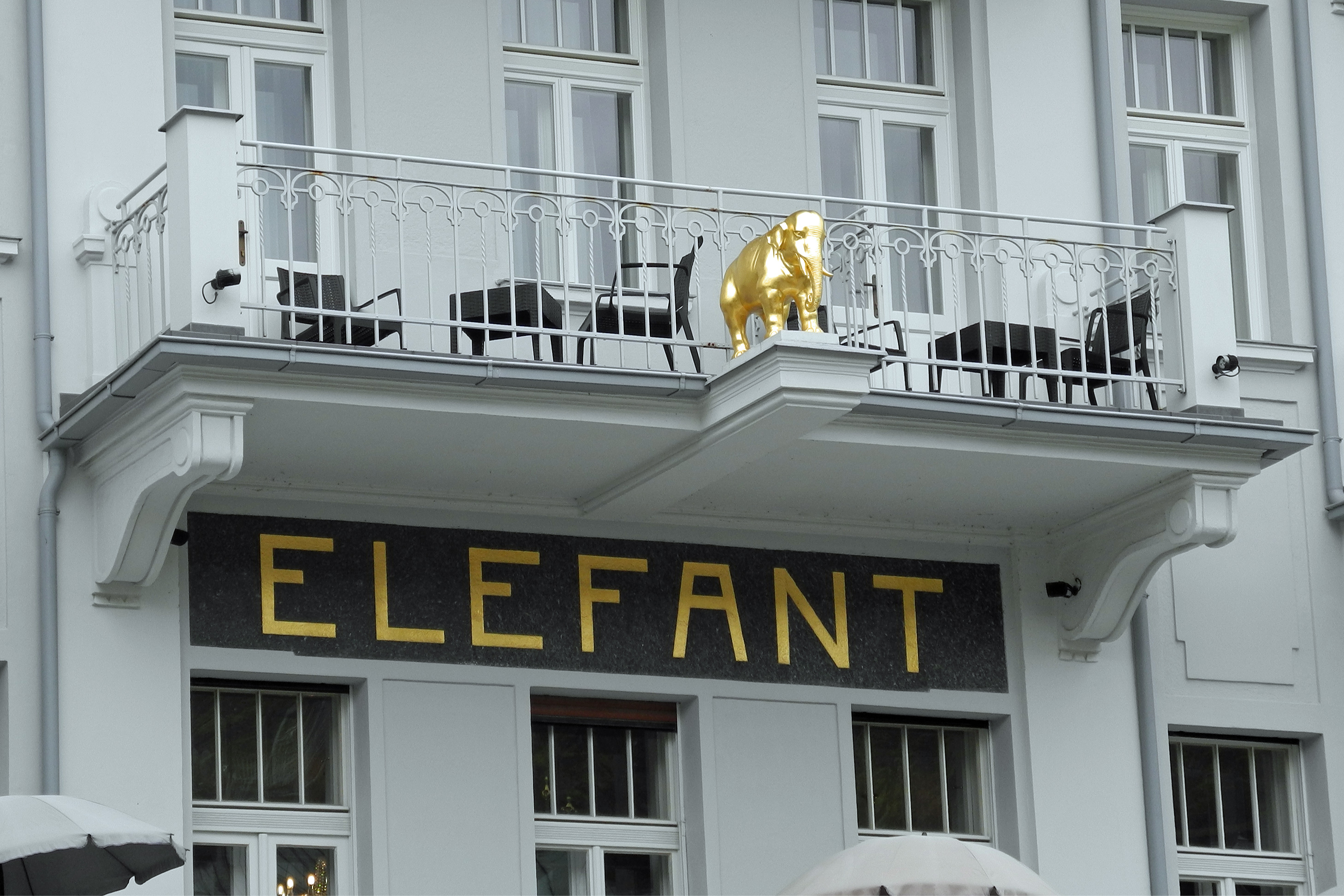
Plastika zlatého slona na budově

Budova se nachází v historické části města v ulici Stará louka č. 343/30. 
Jedná se o řadový třípatrový dům o devíti okenních osách, s obytným podkrovím (mansardou). Roku 1913 byl adaptován ve stylu secese. Přízemí je obkládané leštěnou šedou žulou. V ose domu je obdélný vchod, podobný je i na pravém kraji. Dveřnice vchodu je původní.
První patro má všechna okna obdélná, jsou prostá, bez říms. Stěny jsou členěny mělce vystupujícími pilastry. V celé šíři průčelí je obdélný balkon s kovaným zábradlím s motivy oblouků. Nad prostředními třemi okny je umístěn svítící nápis ELEFANT. Mezi okny nad sebou je mělké panelování ve tvaru obdélníka. Druhé a třetí patro má před prostředními třemi okny a dvěma krajními vždy balkon, ve druhém patře o půdorysu obdélníka s obdobným kováním jako je v patře prvním. U prostředního balkonu je na zděném pultíku umístěna zlacená plastika slona. Třetí patro má oba krajní balkony půdorysu segmentového, prostřední balkon je zhotoven ze tří paralelně řazených segmentů. Mříže jsou obdélné.
U mansardového patra je nad korunní římsou balkon opět v celé šíři průčelí, nad ním jsou tři vikýře. Prostřední je v šíři tří okenních os a je zakončen štítem trojlistého tvaru se segmentovým děleným okénkem. Postranní vikýře jsou řešeny obdobně, ale v  šíři pouze dvou okenních os s jedním širším oknem. Štíty jsou stejné, pouze okénka v nich jsou nedělená.